# Palaeognathae
Los paleognatos (Palaeognathae, que en griego significa "mandíbulas antiguas") es un clado de aves pertenecientes al grupo Neornithes (aves modernas), que está representado por más de 50 especies con  una distribución predominantemente en el hemisferio sur. Palaeognathae fue dividido tradicionalmente en dos linajes compuesto por los tinamúes y las ratites, pero una serie de estudios moleculares a lo largo del siglo XXI establecieron a las avestruces como el grupo más basal, seguido de los ñandúes como el  linaje hermano de un clado formado por un lado por los tinamúes y las extintas moas y por otro los kiwis y el clado extinto de las aves elefantes como el otro grupo hermano de otro clado compuesto por los casuarios y emúes. Estas especies comparten una compleja estructura ósea en la mandíbula superior denominada paladar paleognato. Mientras los tinamúes son el único clado de paleognatos que no han perdido la capacidad de volar, los otros paleognatos presentan un esternón plano, sin quilla (en la quilla se insertan los músculos para volar que estas aves no necesitan). Las ratites se distribuyen en Nueva Zelanda (kiwis), África (avestruz), América (ñandúes) y en Australia y la isla de Nueva Guinea (emú y casuarios). Por otra parte, los tinamués son endémicos del Neotrópico (Sudamérica y Centroamérica).

## Evolución
Las relaciones filogenéticas entre los paleognatos han sido materia de controversias por décadas, existiendo hoy en día certeza sólo de la monofilia del grupo, la de los tinamúes y la del clado conformado por los emúes y los casuarios. Las relaciones del resto de los paleognatos han generado dos posturas, de las cuales las ratites podrían ser un grupo monofilético o polifilético. Por otra parte, la posición de los grupos extintos (moas y pájaros elefantes) es aún incierta, aunque los últimos estudios moleculares indican que las moas son el grupo hermano de los tinamúes.
Respecto a la radiación de los paleognatos existen dos hipótesis; la primera establece que se diversificaron en Gondwana durante el período Cretácico, generándose posteriormente los patrones de distribución actuales como consecuencia de la deriva continental; la segunda hipótesis plantea que la radiación evolutiva tuvo lugar después de la extinción masiva del Cretácico-Terciario (evento K-T), originándose cada uno de los clados a partir de ancestros voladores, de los cuales sólo los tinamúes conservaron esa condición. 
La primera hipótesis es avalada por los estudios de relojes moleculares, pero no concuerda con el registro fósil al no existir datos de paleognatos del Cretácico. La segunda hipótesis es respaldada tanto por análisis moleculares como por el registro fósil, pero es desacreditada por estudios morfológicos como el de Livezey & Zusi (2007).
A partir de Hackett et al. (2008) y Harshman et al. (2008), las ratites según todos los estudios moleculares son un grupo polifilético, al obtenerse en los resultados a los tinamúes dentro de este grupo.
|  | Dinornithiformes† |
|  |                   |
|  | Tinamiformes      |
|  |                   |

|  | Aepyornithiformes† |
|  |                    |
|  | Apterygiformes     |
|  |                    |

|  | Casuariidae |
|  |             |
|  | Dromaiidae  |
|  |             |

|  | Aepyornithiformes† |
|  |                    |
|  | Apterygiformes     |
|  |                    |

|  | Casuariidae |
|  |             |
|  | Dromaiidae  |
|  |             |

|  | Dinornithiformes† |
|  |                   |
|  | Tinamiformes      |
|  |                   |

|  | Aepyornithiformes† |
|  |                    |
|  | Apterygiformes     |
|  |                    |

|  | Casuariidae |
|  |             |
|  | Dromaiidae  |
|  |             |

|  | Aepyornithiformes† |
|  |                    |
|  | Apterygiformes     |
|  |                    |

|  | Casuariidae |
|  |             |
|  | Dromaiidae  |
|  |             |

|  | Dinornithiformes† |
|  |                   |
|  | Tinamiformes      |
|  |                   |

|  | Aepyornithiformes† |
|  |                    |
|  | Apterygiformes     |
|  |                    |

|  | Casuariidae |
|  |             |
|  | Dromaiidae  |
|  |             |

|  | Aepyornithiformes† |
|  |                    |
|  | Apterygiformes     |
|  |                    |

|  | Casuariidae |
|  |             |
|  | Dromaiidae  |
|  |             |

|  | Dinornithiformes† |
|  |                   |
|  | Tinamiformes      |
|  |                   |

|  | Aepyornithiformes† |
|  |                    |
|  | Apterygiformes     |
|  |                    |

|  | Casuariidae |
|  |             |
|  | Dromaiidae  |
|  |             |

|  | Aepyornithiformes† |
|  |                    |
|  | Apterygiformes     |
|  |                    |

|  | Casuariidae |
|  |             |
|  | Dromaiidae  |
|  |             |

|  | Dinornithiformes† |
|  |                   |
|  | Tinamiformes      |
|  |                   |

|  | Aepyornithiformes† |
|  |                    |
|  | Apterygiformes     |
|  |                    |

|  | Casuariidae |
|  |             |
|  | Dromaiidae  |
|  |             |

|  | Aepyornithiformes† |
|  |                    |
|  | Apterygiformes     |
|  |                    |

|  | Casuariidae |
|  |             |
|  | Dromaiidae  |
|  |             |

|  | Dinornithiformes† |
|  |                   |
|  | Tinamiformes      |
|  |                   |

|  | Aepyornithiformes† |
|  |                    |
|  | Apterygiformes     |
|  |                    |

|  | Casuariidae |
|  |             |
|  | Dromaiidae  |
|  |             |

|  | Aepyornithiformes† |
|  |                    |
|  | Apterygiformes     |
|  |                    |

|  | Casuariidae |
|  |             |
|  | Dromaiidae  |
|  |             |

|  | Dinornithiformes† |
|  |                   |
|  | Tinamiformes      |
|  |                   |

|  | Aepyornithiformes† |
|  |                    |
|  | Apterygiformes     |
|  |                    |

|  | Casuariidae |
|  |             |
|  | Dromaiidae  |
|  |             |

|  | Aepyornithiformes† |
|  |                    |
|  | Apterygiformes     |
|  |                    |

|  | Casuariidae |
|  |             |
|  | Dromaiidae  |
|  |             |

|  | Dinornithiformes† |
|  |                   |
|  | Tinamiformes      |
|  |                   |

|  | Aepyornithiformes† |
|  |                    |
|  | Apterygiformes     |
|  |                    |

|  | Casuariidae |
|  |             |
|  | Dromaiidae  |
|  |             |

|  | Aepyornithiformes† |
|  |                    |
|  | Apterygiformes     |
|  |                    |

|  | Casuariidae |
|  |             |
|  | Dromaiidae  |
|  |             |

Cladograma basado en Mitchell et al. (2014).

## Sistemática
Los paleognatos se clasifican de la siguiente manera:
Palaeognathae Pycraft, 1900
- Familia Lithornithidae Houde, 1988 †
- Orden Struthioniformes Latham, 1790
  - Familia Struthionidae Vigors, 1825
- Clado Notopalaeognathae Yuri et al., 2013
  - Orden Rheiformes Forbes, 1884
    - Familia Rheidae Bonaparte, 1853

  - Orden Tinamiformes Huxley, 1872
    - Familia Tinamidae Gray, 1840

  - Orden Dinornithiformes Bonaparte, 1853 †
    - Familia Dinornithidae Owen, 1843
    - Familia Emeidae Bonaparte, 1854
    - Familia Megalapterygidae Bunce et al., 2009

  - Clado Novaeratitae Yuri et al., 2013
    - Orden Apterygiformes Haeckel, 1866
      - Familia Apterygidae Gray, 1840

    - Orden Aepyornithiformes Newton, 1884 †
      - Familia Aepyornithidae Bonaparte, 1853

    - Orden Casuariformes Forbes, 1884
      - Familia Casuariidae Kaup, 1847
      - Familia Dromaiidae Huxley, 1868